# فرنسيسكو ناخيرا
فرنسيسكو ناخيرا (بالإسبانية: Francisco Nájera Gil)‏ (25 يوليو 1983 في كولومبيا - ) هو لاعب كرة قدم كولومبي في مركز الدفاع. شارك مع منتخب كولومبيا لكرة القدم. أما مع النوادي، فقد لعب مع أتلتيكو ناسيونال وأوليمبيا أسونسيون وإنديبنديينتي سانتا في ويونيون إسبانيولا ونادي كيريتارو.

## مسيرته الكروية
لعب فرنسيسكو ناخيرا خلال مسيرته الاحترافية مع 6 أندية في واحد وعشرون موسمًا وسجل خلالها 22 هدفًا ضمن 438 مباراة. حيث فاز في أربعة مواسم بالكأس وفي خمسة مواسم بالدوري.
خاض فرنسيسكو ناخيرا مسيرته مع نادي إنديبنديينتي سانتا في في موسم 2002 في المرة الأولى ليلعب معه خمسة مواسم ثم في موسم 2007 واستمر معه طيلة ثلاثة مواسم، مشاركًا طوالها في 161 مباراة سجل خلالها 5 أهداف. ثم انتقل إلى نادي كيريتارو في موسم 2006–07 لمدة موسم واحد، حيث شارك في 23 مباراة ولم يسجل أي هدف. لينتقل بعدها إلى نادي يونيون إسبانيولا في عامي 2009-2011 ولمدة موسمين، مشاركًا في 38 مباراة سجل خلالها هدفين. ثم انتقل إلى نادي أوليمبيا أسونسيون في عامي 2011-2013 ولمدة موسمين، مشاركًا في 52 مباراة سجل خلالها 4 أهداف. هذا وانتقل لاحقًا إلى نادي أتلتيكو ناسيونال في موسم 2012 ليلعب معه ستة مواسم، مشاركًا في 125 مباراة سجل خلالها 9 أهداف. ثم انتقل بعدها إلى لا إكويداد ‏ في عامي 2017-2019 ولمدة موسمين، مشاركًا في 39 مباراة سجل خلالها هدفين.

## وصلات خارجية
- فرنسيسكو ناخيرا على موقع قاعدة بيانات كرة القدم.إي يو (الإنجليزية)
- فرنسيسكو ناخيرا على موقع ناشيونال فوتبول تيمز (الإنجليزية)
- فرنسيسكو ناخيرا على موقع Soccerway.com (الإنجليزية)
- فرنسيسكو ناخيرا على موقع AS.com (الإسبانية)